# 伊卡洛斯 (纪录片)
《伊卡洛斯》（英語：Icarus）是一部于2017年发行的纪录片，由布赖恩·福格尔导演。这部纪录片取材于俄罗斯的兴奋剂丑闻，记述了福格尔亲身探索如何使用兴奋剂来赢得一场业余自行车赛，并且在使用兴奋剂的过程中得到了格里戈里·罗德琴科夫——俄罗斯反兴奋剂组织的负责人的支持。这部纪录片于2017年1月20日首映于圣丹斯电影节并且获得了美国纪录片特别评审团奖(奥威尔奖)。Netflix获得了它的发行权并于2017年8月4日于全球上映。

## 概要
为了调查体育运动中非法使用兴奋剂这一隐藏于世人的问题，福格尔找到了俄罗斯科学家格里戈里·罗德琴科夫博士，后者是俄罗斯国家赞助的奥运兴奋剂项目的支柱。Fogel和Rodchenkov意识到他们应该通过《纽约时报》揭露体育运动中的主要兴奋剂。他们声称俄罗斯策划了国家背地里支持的欺诈行为，密谋欺骗奥委会数十年，其中包括2014年索契奥运会Rodchenkov在俄罗斯联邦安全局（前身是KGB）的帮助下偷换了俄罗斯国家队的类固醇兴奋剂的送检尿液，以逃避阳性检测。由于担心他的生命会受到威胁，Rodchenkov在Fogel的帮助下逃到了美国。在采访中Rodchenkov作证自己参与了偷换俄罗斯运动员的尿液样本的方案，以使他们不会被发现。 Rodchenkov的证词在与纽约时报的采访中被公开，他也向纽约时报提供了电子表格，光盘，电子邮件以及更多有关俄罗斯政府与幕后参与的证据。为了他的安全着想，美国司法部将Rodchenkov置于司法保护之下。Rodchenkov的律师Jim Walden也在电影中短暂出现，提到了Rodchenkov生命受到的威胁以及Rodchenkov两名同事的死亡。

## 反响
这部电影获得广泛好评，其在烂番茄网站上有着92%的新鲜度。在第90届奥斯卡金像奖，这部电影獲得奥斯卡奖最佳纪录片。